# Tour de France 2016
Il Tour de France 2016, centotreesima edizione della Grande Boucle, si è svolto in 21 tappe dal 2 al 24 luglio 2016, su un percorso totale di 3 529 km, con partenza da Le Mont-Saint-Michel e arrivo, come da tradizione, sugli Champs-Élysées di Parigi.
È stato vinto per la terza volta in carriera dal passista-scalatore e cronoman inglese Chris Froome (al suo quarto podio nella Grande Boucle, considerando, oltre alle tre vittorie, anche la piazza d'onore conseguita nell'edizione del 2012). 
Il britannico portò a termine le sue fatiche sulle strade francesi in 89h04'48". 
Al secondo posto della classifica generale si piazzò lo scalatore-discesista francese Romain Bardet (al primo podio della carriera nella corsa a tappe transalpina), mentre al terzo posto della graduatoria generale si classificò lo scalatore colombiano Nairo Quintana (per lui si trattò del terzo podio al Tour: era gia'arrivato per due volte secondo nella classifica generale).

## Percorso
Quest'edizione della Boucle parte da Le Mont-Saint-Michel e prevede:
- 9 tappe pianeggianti
- 1 tappa collinare
- 9 tappe di montagna, con 4 arrivi in salita (Andorra-Arcalís, Chalet Reynard, Finhaut-Emosson e Saint-Gervais Mont Blanc)
- 2 cronometro individuali (1 cronoscalata)
- 2 giorni di riposo

## Tappe
| Tappa  | Data      | Percorso                                                          | km    | Vincitore di tappa | Leader cl. generale |
| ------ | --------- | ----------------------------------------------------------------- | ----- | ------------------ | ------------------- |
| 1ª     | 2 luglio  | Le Mont-Saint-Michel > Utah Beach/Sainte-Marie-du-Mont            | 188   | Mark Cavendish     | Mark Cavendish      |
| 2ª     | 3 luglio  | Saint-Lô > Cherbourg-en-Cotentin                                  | 183   | Peter Sagan        | Peter Sagan         |
| 3ª     | 4 luglio  | Granville > Angers                                                | 223,5 | Mark Cavendish     | Peter Sagan         |
| 4ª     | 5 luglio  | Saumur > Limoges                                                  | 237,5 | Marcel Kittel      | Peter Sagan         |
| 5ª     | 6 luglio  | Limoges > Le Lioran                                               | 216   | Greg Van Avermaet  | Greg Van Avermaet   |
| 6ª     | 7 luglio  | Arpajon-sur-Cère > Montauban                                      | 190,5 | Mark Cavendish     | Greg Van Avermaet   |
| 7ª     | 8 luglio  | L'Isle-Jourdain > Lac de Payolle                                  | 162,5 | Steve Cummings     | Greg Van Avermaet   |
| 8ª     | 9 luglio  | Pau > Bagnères-de-Luchon                                          | 184   | Chris Froome       | Chris Froome        |
| 9ª     | 10 luglio | Vielha-Val d'Aran (ESP) > Andorra-Arcalís (AND)                   | 184,5 | Tom Dumoulin       | Chris Froome        |
|        | 11 luglio | giorno di riposo                                                  |       |                    |                     |
| 10ª    | 12 luglio | Escaldes-Engordany (AND) > Revel                                  | 197   | Michael Matthews   | Chris Froome        |
| 11ª    | 13 luglio | Carcassonne > Montpellier                                         | 162,5 | Peter Sagan        | Chris Froome        |
| 12ª    | 14 luglio | Montpellier > Chalet Reynard                                      | 178   | Thomas De Gendt    | Chris Froome        |
| 13ª    | 15 luglio | Bourg-Saint-Andéol > La Caverne du Pont-d'Arc (cron. individuale) | 37,5  | Tom Dumoulin       | Chris Froome        |
| 14ª    | 16 luglio | Montélimar > Villars-les-Dombes/Parc des Oiseaux                  | 208,5 | Mark Cavendish     | Chris Froome        |
| 15ª    | 17 luglio | Bourg-en-Bresse > Culoz                                           | 160   | Jarlinson Pantano  | Chris Froome        |
| 16ª    | 18 luglio | Moirans-en-Montagne > Berna (CH)                                  | 209   | Peter Sagan        | Chris Froome        |
|        | 19 luglio | giorno di riposo                                                  |       |                    |                     |
| 17ª    | 20 luglio | Berna (CH) > Finhaut-Emosson (CH)                                 | 184,5 | Il'nur Zakarin     | Chris Froome        |
| 18ª    | 21 luglio | Sallanches > Megève (cron. individuale)                           | 17    | Chris Froome       | Chris Froome        |
| 19ª    | 22 luglio | Albertville > Saint-Gervais Mont Blanc                            | 146   | Romain Bardet      | Chris Froome        |
| 20ª    | 23 luglio | Megève > Morzine                                                  | 146,5 | Ion Izagirre       | Chris Froome        |
| 21ª    | 24 luglio | Chantilly > Parigi (Champs-Élysées)                               | 113   | André Greipel      | Chris Froome        |
| Totale | Totale    | Totale                                                            | 3 529 |                    |                     |

## Squadre e corridori partecipanti
Al Tour partecipano 22 squadre composte da 9 corridori, per un totale di 198 al via. Alle 18 squadre con licenza World Tour (partecipanti di diritto) si aggiungono 4 squadre Professional Continental invitate dall'organizzazione: Bora-Argon 18, Cofidis, Direct Énergie e Fortuneo-Vital Concept.
| N.      | Cod. | Squadra             |
| ------- | ---- | ------------------- |
| 1-9     | SKY  | Team Sky            |
| 11-19   | MOV  | Movistar Team       |
| 21-29   | AST  | Astana Pro Team     |
| 31-39   | TNK  | Tinkoff             |
| 41-49   | ALM  | AG2R La Mondiale    |
| 51-59   | TLJ  | Team Lotto NL-Jumbo |
| 61-69   | TFS  | Trek-Segafredo      |
| 71-79   | IAM  | IAM Cycling         |
| 81-89   | TCG  | Cannondale-Drapac   |
| 91-99   | BMC  | BMC Racing Team     |
| 101-109 | DDD  | Team Dimension Data |

| N.      | Cod. | Squadra                |
| ------- | ---- | ---------------------- |
| 111-119 | TGA  | Team Giant-Alpecin     |
| 121-129 | FDJ  | FDJ                    |
| 131-139 | BOA  | Bora-Argon 18          |
| 141-149 | KAT  | Team Katusha           |
| 151-159 | LAM  | Lampre-Merida          |
| 161-169 | LTS  | Lotto-Soudal           |
| 171-179 | DEN  | Direct Énergie         |
| 181-189 | EQS  | Etixx-Quick Step       |
| 191-199 | COF  | Cofidis                |
| 201-209 | OBE  | Orica-BikeExchange     |
| 211-219 | FVC  | Fortuneo-Vital Concept |

## Dettagli delle tappe

### 1ª tappa
- 2 luglio: Le Mont-Saint-Michel > Utah Beach/Sainte-Marie-du-Mont – 188 km

Risultati
| Pos. | Corridore      | Squadra   | Tempo    |
| ---- | -------------- | --------- | -------- |
| 1    | Mark Cavendish | Dimension | 4h14'05" |
| 2    | Marcel Kittel  | Etixx     | s.t.     |
| 3    | Peter Sagan    | Tinkoff   | s.t.     |

| Pos. | Corridore      | Squadra   | Tempo    |
| ---- | -------------- | --------- | -------- |
| 1    | Mark Cavendish | Dimension | 4h13'55" |
| 2    | Marcel Kittel  | Etixx     | a 4"     |
| 3    | Peter Sagan    | Tinkoff   | a 6"     |

### 2ª tappa
- 3 luglio: Saint-Lô > Cherbourg-en-Cotentin – 183 km

Risultati
| Pos. | Corridore          | Squadra  | Tempo    |
| ---- | ------------------ | -------- | -------- |
| 1    | Peter Sagan        | Tinkoff  | 4h20'51" |
| 2    | Julian Alaphilippe | Etixx    | s.t.     |
| 3    | Alejandro Valverde | Movistar | s.t.     |

| Pos. | Corridore          | Squadra  | Tempo    |
| ---- | ------------------ | -------- | -------- |
| 1    | Peter Sagan        | Tinkoff  | 8h34'42" |
| 2    | Julian Alaphilippe | Etixx    | a 8"     |
| 3    | Alejandro Valverde | Movistar | a 10"    |

### 3ª tappa
- 4 luglio: Granville > Angers – 223,5 km

Risultati
| Pos. | Corridore      | Squadra      | Tempo    |
| ---- | -------------- | ------------ | -------- |
| 1    | Mark Cavendish | Dimension    | 5h59'54" |
| 2    | André Greipel  | Lotto-Soudal | s.t.     |
| 3    | Bryan Coquard  | Direct       | s.t.     |

| Pos. | Corridore          | Squadra  | Tempo     |
| ---- | ------------------ | -------- | --------- |
| 1    | Peter Sagan        | Tinkoff  | 14h34'36" |
| 2    | Julian Alaphilippe | Etixx    | a 8"      |
| 3    | Alejandro Valverde | Movistar | a 10"     |

### 4ª tappa
- 5 luglio: Saumur > Limoges – 237,5 km

Risultati
| Pos. | Corridore     | Squadra | Tempo    |
| ---- | ------------- | ------- | -------- |
| 1    | Marcel Kittel | Etixx   | 5h28'30" |
| 2    | Bryan Coquard | Direct  | s.t.     |
| 3    | Peter Sagan   | Tinkoff | s.t.     |

| Pos. | Corridore          | Squadra  | Tempo     |
| ---- | ------------------ | -------- | --------- |
| 1    | Peter Sagan        | Tinkoff  | 20h03'02" |
| 2    | Julian Alaphilippe | Etixx    | a 12"     |
| 3    | Alejandro Valverde | Movistar | a 14"     |

### 5ª tappa
- 6 luglio: Limoges > Le Lioran – 216 km

Risultati
| Pos. | Corridore         | Squadra      | Tempo    |
| ---- | ----------------- | ------------ | -------- |
| 1    | Greg Van Avermaet | BMC          | 5h31'36" |
| 2    | Thomas De Gendt   | Lotto-Soudal | a 2'34"  |
| 3    | Rafał Majka       | Tinkoff      | a 5'04"  |

| Pos. | Corridore          | Squadra  | Tempo     |
| ---- | ------------------ | -------- | --------- |
| 1    | Greg Van Avermaet  | BMC      | 25h34'38" |
| 2    | Julian Alaphilippe | Etixx    | a 5'11"   |
| 3    | Alejandro Valverde | Movistar | a 5'13"   |

### 6ª tappa
- 7 luglio: Arpajon-sur-Cère > Montauban – 190,5 km

Risultati
| Pos. | Corridore      | Squadra   | Tempo    |
| ---- | -------------- | --------- | -------- |
| 1    | Mark Cavendish | Dimension | 4h43'48" |
| 2    | Marcel Kittel  | Etixx     | s.t.     |
| 3    | Daniel McLay   | Fortuneo  | s.t.     |

| Pos. | Corridore          | Squadra  | Tempo     |
| ---- | ------------------ | -------- | --------- |
| 1    | Greg Van Avermaet  | BMC      | 30h18'39" |
| 2    | Julian Alaphilippe | Etixx    | a 5'11"   |
| 3    | Alejandro Valverde | Movistar | a 5'13"   |

### 7ª tappa
- 8 luglio: L'Isle-Jourdain > Lac de Payolle – 162,5 km

Risultati
| Pos. | Corridore      | Squadra   | Tempo    |
| ---- | -------------- | --------- | -------- |
| 1    | Steve Cummings | Dimension | 3h51'58" |
| 2    | Daryl Impey    | Orica     | a 1'04"  |
| 3    | Daniel Navarro | Cofidis   | s.t.     |

| Pos. | Corridore          | Squadra | Tempo     |
| ---- | ------------------ | ------- | --------- |
| 1    | Greg Van Avermaet  | BMC     | 34h13'40" |
| 2    | Adam Yates         | Orica   | a 5'50"   |
| 3    | Julian Alaphilippe | Etixx   | a 5'51"   |

### 8ª tappa
- 9 luglio: Pau > Bagnères-de-Luchon – 184 km

Risultati
| Pos. | Corridore         | Squadra | Tempo    |
| ---- | ----------------- | ------- | -------- |
| 1    | Chris Froome      | Sky     | 4h57'33" |
| 2    | Daniel Martin     | Etixx   | a 13"    |
| 3    | Joaquim Rodríguez | Katusha | s.t.     |

| Pos. | Corridore         | Squadra | Tempo     |
| ---- | ----------------- | ------- | --------- |
| 1    | Chris Froome      | Sky     | 39h13'04" |
| 2    | Adam Yates        | Orica   | a 16"     |
| 3    | Joaquim Rodríguez | Katusha | s.t.      |

### 9ª tappa
- 10 luglio: Vielha-Val d'Aran (ESP) > Andorra-Arcalís (AND) – 184,5 km

Risultati
| Pos. | Corridore    | Squadra | Tempo    |
| ---- | ------------ | ------- | -------- |
| 1    | Tom Dumoulin | Giant   | 5h16'24" |
| 2    | Rui Costa    | Lampre  | a 38"    |
| 3    | Rafał Majka  | Tinkoff | s.t.     |

| Pos. | Corridore     | Squadra | Tempo     |
| ---- | ------------- | ------- | --------- |
| 1    | Chris Froome  | Sky     | 44h36'03" |
| 2    | Adam Yates    | Orica   | a 16"     |
| 3    | Daniel Martin | Etixx   | a 19"     |

### 10ª tappa
- 12 luglio: Escaldes-Engordany (AND) > Revel – 197 km

Risultati
| Pos. | Corridore        | Squadra   | Tempo    |
| ---- | ---------------- | --------- | -------- |
| 1    | Michael Matthews | Orica     | 4h22'38" |
| 2    | Peter Sagan      | Tinkoff   | s.t.     |
| 3    | E. Boasson Hagen | Dimension | s.t.     |

| Pos. | Corridore     | Squadra | Tempo     |
| ---- | ------------- | ------- | --------- |
| 1    | Chris Froome  | Sky     | 49h08'20" |
| 2    | Adam Yates    | Orica   | a 16"     |
| 3    | Daniel Martin | Etixx   | a 19"     |

### 11ª tappa
- 13 luglio: Carcassonne > Montpellier – 162,5 km

Risultati
| Pos. | Corridore     | Squadra | Tempo    |
| ---- | ------------- | ------- | -------- |
| 1    | Peter Sagan   | Tinkoff | 3h26'23" |
| 2    | Chris Froome  | Sky     | s.t.     |
| 3    | Maciej Bodnar | Tinkoff | s.t.     |

| Pos. | Corridore     | Squadra | Tempo     |
| ---- | ------------- | ------- | --------- |
| 1    | Chris Froome  | Sky     | 52h34'37" |
| 2    | Adam Yates    | Orica   | a 28"     |
| 3    | Daniel Martin | Etixx   | a 31"     |

### 12ª tappa
- 14 luglio: Montpellier > Chalet Reynard – 178 km[2]

Risultati
| Pos. | Corridore       | Squadra      | Tempo    |
| ---- | --------------- | ------------ | -------- |
| 1    | Thomas De Gendt | Lotto-Soudal | 4h31'51" |
| 2    | Serge Pauwels   | Dimension    | a 2"     |
| 3    | Daniel Navarro  | Cofidis      | a 14"    |

| Pos. | Corridore      | Squadra  | Tempo     |
| ---- | -------------- | -------- | --------- |
| 1    | Chris Froome   | Sky      | 57h11'33" |
| 2    | Adam Yates     | Orica    | a 47"     |
| 3    | Nairo Quintana | Movistar | a 54"     |

### 13ª tappa
- 15 luglio: Bourg-Saint-Andéol > La Caverne du Pont-d'Arc – Cronometro individuale – 37,5 km

Risultati
| Pos. | Corridore       | Squadra | Tempo   |
| ---- | --------------- | ------- | ------- |
| 1    | Tom Dumoulin    | Giant   | 50'15"  |
| 2    | Chris Froome    | Sky     | a 1'03" |
| 3    | Nélson Oliveira | Lampre  | a 1'31" |

| Pos. | Corridore     | Squadra | Tempo     |
| ---- | ------------- | ------- | --------- |
| 1    | Chris Froome  | Sky     | 58h02'51" |
| 2    | Bauke Mollema | Trek    | a 1'47"   |
| 3    | Adam Yates    | Orica   | a 2'45"   |

### 14ª tappa
- 16 luglio: Montélimar > Villars-les-Dombes/Parc des Oiseaux – 208,5 km

Risultati
| Pos. | Corridore          | Squadra   | Tempo    |
| ---- | ------------------ | --------- | -------- |
| 1    | Mark Cavendish     | Dimension | 5h43'49" |
| 2    | Alexander Kristoff | Katusha   | s.t.     |
| 3    | Peter Sagan        | Tinkoff   | s.t.     |

| Pos. | Corridore     | Squadra | Tempo     |
| ---- | ------------- | ------- | --------- |
| 1    | Chris Froome  | Sky     | 63h46'40" |
| 2    | Bauke Mollema | Trek    | a 1'47"   |
| 3    | Adam Yates    | Orica   | a 2'45"   |

### 15ª tappa
- 17 luglio: Bourg-en-Bresse > Culoz – 160 km

Risultati
| Pos. | Corridore         | Squadra | Tempo    |
| ---- | ----------------- | ------- | -------- |
| 1    | Jarlinson Pantano | IAM     | 4h24'49" |
| 2    | Rafał Majka       | Tinkoff | s.t.     |
| 3    | Alexis Vuillermoz | AG2R    | a 6"     |

| Pos. | Corridore     | Squadra | Tempo     |
| ---- | ------------- | ------- | --------- |
| 1    | Chris Froome  | Sky     | 68h14'36" |
| 2    | Bauke Mollema | Trek    | a 1'47"   |
| 3    | Adam Yates    | Orica   | a 2'45"   |

### 16ª tappa
- 18 luglio: Moirans-en-Montagne > Berna (CH) – 209 km

Risultati
| Pos. | Corridore          | Squadra | Tempo    |
| ---- | ------------------ | ------- | -------- |
| 1    | Peter Sagan        | Tinkoff | 4h26'02" |
| 2    | Alexander Kristoff | Katusha | s.t.     |
| 3    | Sondre Holst Enger | IAM     | s.t.     |

| Pos. | Corridore     | Squadra | Tempo     |
| ---- | ------------- | ------- | --------- |
| 1    | Chris Froome  | Sky     | 72h40'38" |
| 2    | Bauke Mollema | Trek    | a 1'47"   |
| 3    | Adam Yates    | Orica   | a 2'45"   |

### 17ª tappa
- 20 luglio: Berna (CH) > Finhaut-Emosson (CH) – 184,5 km

Risultati
| Pos. | Corridore         | Squadra | Tempo    |
| ---- | ----------------- | ------- | -------- |
| 1    | Il'nur Zakarin    | Katusha | 4h36'33" |
| 2    | Jarlinson Pantano | IAM     | a 55"    |
| 3    | Rafał Majka       | Tinkoff | a 1'26"  |

| Pos. | Corridore     | Squadra | Tempo     |
| ---- | ------------- | ------- | --------- |
| 1    | Chris Froome  | Sky     | 77h25'10" |
| 2    | Bauke Mollema | Trek    | a 2'27"   |
| 3    | Adam Yates    | Orica   | a 2'53"   |

### 18ª tappa
- 21 luglio: Sallanches > Megève – Cronometro individuale – 17 km

Risultati
| Pos. | Corridore    | Squadra | Tempo  |
| ---- | ------------ | ------- | ------ |
| 1    | Chris Froome | Sky     | 30'43" |
| 2    | Tom Dumoulin | Giant   | a 21"  |
| 3    | Fabio Aru    | Astana  | a 33"  |

| Pos. | Corridore     | Squadra | Tempo     |
| ---- | ------------- | ------- | --------- |
| 1    | Chris Froome  | Sky     | 77h55'53" |
| 2    | Bauke Mollema | Trek    | a 3'52"   |
| 3    | Adam Yates    | Orica   | a 4'16"   |

### 19ª tappa
- 22 luglio: Albertville > Saint-Gervais Mont Blanc – 146 km

Risultati
| Pos. | Corridore          | Squadra  | Tempo    |
| ---- | ------------------ | -------- | -------- |
| 1    | Romain Bardet      | AG2R     | 4h14'08" |
| 2    | Joaquim Rodríguez  | Katusha  | a 23"    |
| 3    | Alejandro Valverde | Movistar | s.t.     |

| Pos. | Corridore      | Squadra  | Tempo     |
| ---- | -------------- | -------- | --------- |
| 1    | Chris Froome   | Sky      | 82h10'37" |
| 2    | Romain Bardet  | AG2R     | a 4'11"   |
| 3    | Nairo Quintana | Movistar | a 4'27"   |

### 20ª tappa
- 23 luglio: Megève > Morzine – 146,5 km

Risultati
| Pos. | Corridore         | Squadra  | Tempo    |
| ---- | ----------------- | -------- | -------- |
| 1    | Jon Izagirre      | Movistar | 4h06'45" |
| 2    | Jarlinson Pantano | IAM      | a 19"    |
| 3    | Vincenzo Nibali   | Astana   | a 42"    |

| Pos. | Corridore      | Squadra  | Tempo     |
| ---- | -------------- | -------- | --------- |
| 1    | Chris Froome   | Sky      | 86h21'40" |
| 2    | Romain Bardet  | AG2R     | a 4'05"   |
| 3    | Nairo Quintana | Movistar | a 4'21"   |

### 21ª tappa
- 24 luglio: Chantilly > Parigi (Champs-Elysées) – 113 km

Risultati
| Pos. | Corridore          | Squadra      | Tempo    |
| ---- | ------------------ | ------------ | -------- |
| 1    | André Greipel      | Lotto-Soudal | 2h43'08" |
| 2    | Peter Sagan        | Tinkoff      | s.t.     |
| 3    | Alexander Kristoff | Katusha      | s.t.     |

| Pos. | Corridore      | Squadra  | Tempo     |
| ---- | -------------- | -------- | --------- |
| 1    | Chris Froome   | Sky      | 89h04'48" |
| 2    | Romain Bardet  | AG2R     | a 4'05"   |
| 3    | Nairo Quintana | Movistar | a 4'21"   |

## Evoluzione delle classifiche
| Tappa              | Vincitore          | Classifica generale Maglia gialla | Classifica a punti Maglia verde | Classifica scalatori Maglia a pois | Classifica giovani Maglia bianca | Classifica a squadre Numero giallo | Premio combattività Numero rosso |
| ------------------ | ------------------ | --------------------------------- | ------------------------------- | ---------------------------------- | -------------------------------- | ---------------------------------- | -------------------------------- |
| 1ª                 | Mark Cavendish     | Mark Cavendish                    | Mark Cavendish                  | Paul Voss                          | Edward Theuns                    | Lotto-Soudal                       | Anthony Delaplace                |
| 2ª                 | Peter Sagan        | Peter Sagan                       | Peter Sagan                     | Jasper Stuyven                     | Julian Alaphilippe               | Orica-BikeExchange                 | Jasper Stuyven                   |
| 3ª                 | Mark Cavendish     | Peter Sagan                       | Mark Cavendish                  | Jasper Stuyven                     | Julian Alaphilippe               | Orica-BikeExchange                 | Thomas Voeckler                  |
| 4ª                 | Marcel Kittel      | Peter Sagan                       | Peter Sagan                     | Jasper Stuyven                     | Julian Alaphilippe               | Orica-BikeExchange                 | Oliver Naesen                    |
| 5ª                 | Greg Van Avermaet  | Greg Van Avermaet                 | Peter Sagan                     | Thomas De Gendt                    | Julian Alaphilippe               | BMC Racing Team                    | Thomas De Gendt                  |
| 6ª                 | Mark Cavendish     | Greg Van Avermaet                 | Mark Cavendish                  | Thomas De Gendt                    | Julian Alaphilippe               | BMC Racing Team                    | Yukiya Arashiro                  |
| 7ª                 | Steve Cummings     | Greg Van Avermaet                 | Mark Cavendish                  | Thomas De Gendt                    | Adam Yates                       | BMC Racing Team                    | Vincenzo Nibali                  |
| 8ª                 | Chris Froome       | Chris Froome                      | Mark Cavendish                  | Rafał Majka                        | Adam Yates                       | BMC Racing Team                    | Thibaut Pinot                    |
| 9ª                 | Tom Dumoulin       | Chris Froome                      | Mark Cavendish                  | Thibaut Pinot                      | Adam Yates                       | Movistar Team                      | Tom Dumoulin                     |
| 10ª                | Michael Matthews   | Chris Froome                      | Peter Sagan                     | Thibaut Pinot                      | Adam Yates                       | BMC Racing Team                    | Peter Sagan                      |
| 11ª                | Peter Sagan        | Chris Froome                      | Peter Sagan                     | Thibaut Pinot                      | Adam Yates                       | BMC Racing Team                    | Arthur Vichot                    |
| 12ª                | Thomas De Gendt    | Chris Froome                      | Peter Sagan                     | Thomas De Gendt                    | Adam Yates                       | BMC Racing Team                    | Thomas De Gendt                  |
| 13ª                | Tom Dumoulin       | Chris Froome                      | Peter Sagan                     | Thomas De Gendt                    | Adam Yates                       | BMC Racing Team                    | non assegnato                    |
| 14ª                | Mark Cavendish     | Chris Froome                      | Peter Sagan                     | Thomas De Gendt                    | Adam Yates                       | BMC Racing Team                    | Jérémy Roy                       |
| 15ª                | Jarlinson Pantano  | Chris Froome                      | Peter Sagan                     | Rafał Majka                        | Adam Yates                       | Movistar Team                      | Rafał Majka                      |
| 16ª                | Peter Sagan        | Chris Froome                      | Peter Sagan                     | Rafał Majka                        | Adam Yates                       | Movistar Team                      | Alaphilippe/Martin               |
| 17ª                | Il'nur Zakarin     | Chris Froome                      | Peter Sagan                     | Rafał Majka                        | Adam Yates                       | Movistar Team                      | Jarlinson Pantano                |
| 18ª                | Chris Froome       | Chris Froome                      | Peter Sagan                     | Rafał Majka                        | Adam Yates                       | Movistar Team                      | non assegnato                    |
| 19ª                | Romain Bardet      | Chris Froome                      | Peter Sagan                     | Rafał Majka                        | Adam Yates                       | Movistar Team                      | Rui Costa                        |
| 20ª                | Jon Izagirre       | Chris Froome                      | Peter Sagan                     | Rafał Majka                        | Adam Yates                       | Movistar Team                      | Jarlinson Pantano                |
| 21ª                | André Greipel      | Chris Froome                      | Peter Sagan                     | Rafał Majka                        | Adam Yates                       | Movistar Team                      | non assegnato                    |
| Classifiche finali | Classifiche finali | Chris Froome                      | Peter Sagan                     | Rafał Majka                        | Adam Yates                       | Movistar Team                      | Peter Sagan                      |

Maglie indossate da altri ciclisti in caso di due o più maglie vinte
- Nella 2ª tappa Marcel Kittel ha indossato la maglia verde al posto di Mark Cavendish.
- Nella 3ª e nella 5ª tappa Mark Cavendish ha indossato la maglia verde al posto di Peter Sagan.

## Curiosità
- Durante la settima tappa, l'arco gonfiabile che segnala l'ultimo chilometro si sgonfia improvvisamente, cadendo pochi metri davanti al britannico Adam Yates, il quale non può fare nulla per evitare l'impatto, terminando a terra e sbattendo contro l'asfalto. I tempi verranno stabiliti in base all'ultimo rilievo cronometrico effettuato a 3 km dalla conclusione.[3]
- Durante l'ottava tappa, il britannico Chris Froome, poi vincitore di tappa,[4] si rende protagonista di un episodio che lo vede rifilare un pugno ad un tifoso, reo di avergli corso troppo vicino, ostacolandogli di fatto il passaggio.[5]
- Durante la dodicesima tappa con arrivo a Chalet Reynard, la maglia gialla Froome assieme a Bauke Mollema e Richie Porte – avvantaggiatisi rispetto agli altri uomini di classifica – rimangono coinvolti in una caduta a circa un chilometro dall'arrivo, dopo che l'australiano della BMC aveva tamponato la moto delle riprese televisive, la quale a sua volta aveva rallentato bruscamente per evitare dei tifosi che si erano riversati sulla carreggiata. La bicicletta del britannico si rompe e l'atleta, in un primo momento, inizia a correre verso la vetta, mentre Mollema è il primo che riesce a ripartire. Il leader della Sky riceve poco più avanti una bici di riserva dall'assistenza, ma, siccome troppo piccola per la sua conformazione fisica, non riesce a pedalare ed è costretto ad attendere la propria ammiraglia, la quale gli fornisce una bicicletta di riserva solamente a 400 metri dal traguardo; ritrovatosi in tal modo distanziato da tutti i migliori all'arrivo, riesce a conservare e incrementare la propria leadership in seguito alla neutralizzazione dei tempi.[6]

## Classifiche finali

### Classifica generale - Maglia gialla
| Pos. | Corridore          | Squadra  | Tempo     |
| ---- | ------------------ | -------- | --------- |
| 1    | Chris Froome       | Sky      | 89h04'48" |
| 2    | Romain Bardet      | AG2R     | a 4'05"   |
| 3    | Nairo Quintana     | Movistar | a 4'21"   |
| 4    | Adam Yates         | Orica    | a 4'42"   |
| 5    | Richie Porte       | BMC      | a 5'17"   |
| 6    | Alejandro Valverde | Movistar | a 6'16"   |
| 7    | Joaquim Rodríguez  | Katusha  | a 6'58"   |
| 8    | Louis Meintjes     | Lampre   | s.t.      |
| 9    | Daniel Martin      | Etixx    | a 7'04"   |
| 10   | Roman Kreuziger    | Tinkoff  | a 7'11"   |

### Classifica a punti - Maglia verde
| Pos. | Corridore          | Squadra      | Punti |
| ---- | ------------------ | ------------ | ----- |
| 1    | Peter Sagan        | Tinkoff      | 470   |
| 2    | Marcel Kittel      | Etixx        | 228   |
| 3    | Michael Matthews   | Orica        | 199   |
| 4    | André Greipel      | Lotto-Soudal | 178   |
| 5    | Alexander Kristoff | Katusha      | 172   |

### Classifica scalatori - Maglia a pois
| Pos. | Corridore         | Squadra      | Punti |
| ---- | ----------------- | ------------ | ----- |
| 1    | Rafał Majka       | Tinkoff      | 209   |
| 2    | Thomas De Gendt   | Lotto-Soudal | 130   |
| 3    | Jarlinson Pantano | IAM          | 121   |
| 4    | Il'nur Zakarin    | Katusha      | 84    |
| 5    | Rui Costa         | Lampre       | 76    |

### Classifica giovani - Maglia bianca
| Pos. | Corridore        | Squadra  | Tempo      |
| ---- | ---------------- | -------- | ---------- |
| 1    | Adam Yates       | Orica    | 89h09'30"  |
| 2    | Louis Meintjes   | Lampre   | a 2'16"    |
| 3    | Emanuel Buchmann | Bora     | a 42'58"   |
| 4    | Warren Barguil   | Giant    | a 47'32"   |
| 5    | Wilco Kelderman  | Lotto NL | a 1h19'56" |

### Classifica a squadre
| Pos. | Squadra          | Tempo      |
| ---- | ---------------- | ---------- |
| 1    | Movistar Team    | 267h20'45" |
| 2    | Team Sky         | a 8'14"    |
| 3    | BMC Racing Team  | a 48'11"   |
| 4    | AG2R La Mondiale | a 56'50"   |
| 5    | Astana Pro Team  | a 1h16'58" |